# Atari Video Game Burial
Als Atari Video Game Burial (englisch für Atari-Computerspielbegräbnis) wird das massenhafte Ablagern und Vergraben unverkaufter Computerspielmodule, Spielkonsolen und Computer auf einer Deponie nahe der Stadt Alamogordo, New Mexico, bezeichnet, die der US-amerikanische Computerspielhersteller Atari 1983 in Auftrag gegeben hatte. Es wurde allgemein angenommen, dass es sich bei den entsorgten Gütern um mehrere Millionen nichtverkaufter Exemplare des Konsolenspiels E.T. the Extra-Terrestrial handelte, eines der größten kommerziellen Misserfolge der Computerspielgeschichte und oftmals auch als eines der schlechtesten Spiele aller Zeiten bezeichnet, sowie der Atari-2600-Portierungen von Pac-Man.
Seit den ersten Presseberichten gab es Zweifel an der Korrektheit dieser Meldungen und dem Umfang der Entsorgungsaktion, was in Teilen der Öffentlichkeit lange Zeit zu der Meinung führte, dass es sich hierbei um eine Moderne Sage handele. Das Ereignis wurde dennoch zu einem Sinnbild und Mahnmal für den Video Game Crash, den drastischen Einbruch des nordamerikanischen Computerspielmarktes im Jahr 1983. Dieser war unter anderem das Ergebnis eines desaströsen Geschäftsjahres, an dessen Ende der langjährige Marktführer Atari durch den Mutterkonzern Warner Communications aufgespalten und abgestoßen wurde.
2014 begann das Unternehmen Fuel Industries mit der Unterstützung von Microsoft und in Zusammenarbeit mit der Regierung des Bundesstaats New Mexico mit der Arbeit an einer Dokumentation, mit der die Ablagerungsaktion bestätigt und der Inhalt der Deponie untersucht werden sollte. Am 26. April 2014 begannen die Ausgrabungen und enthüllten recht bald die Existenz mehrerer weggeworfener Computerspiele und Hardwareprodukte.

## Begleitereignisse rund um die Vergrabung

### Ataris finanzielle Schwierigkeiten
Atari, Inc. wurde 1976 von Warner Communications für 28 Millionen US-Dollar übernommen und hatte bis 1982 eine Steigerung seines Unternehmenswertes auf zwei Milliarden US-Dollar erfahren. Zu diesem Zeitpunkt beherrschte das Unternehmen etwa 80 % des Videospielmarktes und trug mehr als die Hälfte zum Umsatz des Mutterkonzerns bei, etwa 65–70 % des operativen Gewinns. Im letzten Quartal des Jahres 1982 wurde ein Wachstum um die 50 % erwartet. Tatsächlich gab das Unternehmen am 7. Dezember 1982 einen Gewinnzuwachs von lediglich 10–15 % bekannt, weit unterhalb der erwarteten Zahlen. Am nächsten Tag fiel der Wert der Aktien von Warner Communications um ein Drittel und das Quartal endete für Warner mit einem Gewinnrückgang von 56 %. Zusätzlich stand Ataris Geschäftsführer Ray Kassar später im Mittelpunkt von Untersuchungen der Börsenaufsicht wegen möglichen Insiderhandels, da er gerade einmal 30 Minuten vor der Bekanntgabe von Ataris unerwartet niedrigen Kennzahlen rund 5.000 Warner-Anteilsscheine abgestoßen hatte. Kassar wurde später zwar von jedem Fehlverhalten freigesprochen, war jedoch im Juli 1983 gezwungen, seinen Posten bei Atari aufzugeben. Atari, Inc. verursachte 1983 einen Verlust von 536 Millionen US-Dollar und wurde im darauffolgenden Jahr von Warner Communications aufgespalten und der größere Teil als Atari Corporation an Commodore-Gründer Jack Tramiel abgestoßen.

### Problemtitel
Ataris Vorgehen, Arcade-Spiele auf seine Heimkonsole zu portieren, bescherte dem Unternehmen einige der erfolgreichsten Spiele, einschließlich der Portierung des firmeneigenen Titels Asteroids und der lizenzierten Fassungen von Taitos Space Invaders und Namcos Pac-Man. Als letzteres auf den Atari 2600 portiert wurde, war Atari sicher, dass die Verkaufszahlen hoch ausfallen würden, und ließ daher zwölf Millionen Module herstellen, obwohl zu diesem Zeitpunkt gerade einmal zehn Millionen Exemplare des Atari 2600 auf dem Markt waren. In der Annahme, dass die Spieler darauf brennen würden, eine Heimvariante von Pac-Man spielen zu können, ging man davon aus, dass das Spiel erfolgreich genug sein werde, um nicht nur etwa 500 Millionen Dollar einzunehmen, sondern auch die Absatzzahlen der Konsole selbst um mehrere Millionen zu steigern. Das fertige Produkt, das im März 1982 veröffentlicht wurde, wurde jedoch von Kritikern wegen seines schlechten Gameplays verrissen, und obwohl es mit sieben Millionen verkauften Einheiten das bestverkaufte Spiel der Konsole wurde, blieb Atari auf über fünf Millionen unverkauften Modulen sitzen – ein Problem, das sich durch eine hohe Zahl an Rückgaben noch verschärfte.

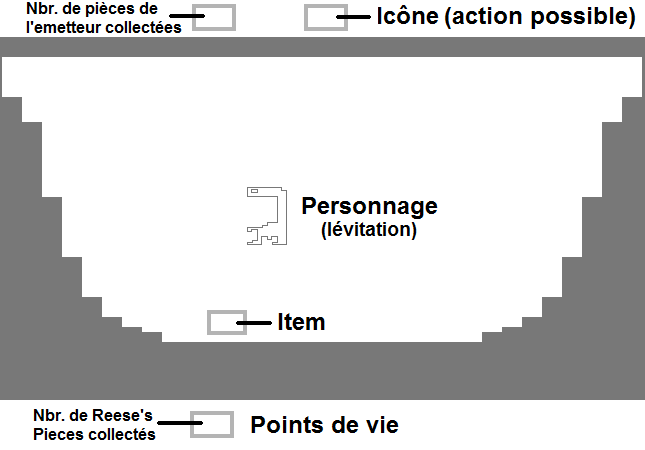
Skizze der Benutzeroberfläche von E.T. the Extra-Terrestrial

Weitere Probleme entstanden Atari durch die Bilanz der Computerspieladaption zum Film E.T. – Der Außerirdische (engl.: E.T. the Extra-Terrestrial). Das ebenfalls E.T. the Extra-Terrestrial benannte Spiel war das Ergebnis eines Vertrags zwischen Warner Communications und Regisseur Steven Spielberg. Das Konzept eines Computerspiels, das auf einem Film basiert und nicht etwa von einem Arcadeautomat auf Konsole portiert wurde oder auf einem bereits etablierten Franchise aufbaut, war zu diesem Zeitpunkt noch neu. Später wurde bekannt, dass Warner 20–25 Millionen US-Dollar für die Rechte bezahlt hatte, was seinerzeit eine hohe Summe für eine Computerspiellizenz darstellte. Atari produzierte fünf Millionen Module des Spiels. Bei Veröffentlichung des Spiels im Dezember 1982 verkaufte es sich jedoch gerade einmal 1,5 Millionen Mal, wodurch Atari, ähnlich wie bei Pac-Man, auf mehr als der Hälfte aller Module sitzen blieb. Das Spiel erhielt vernichtende Kritiken und gilt heutzutage als eines der schlechtesten Spiele aller Zeiten. Earl Paige vom Magazin Billboard berichtete, dass eine große Zahl der unverkauften E.T.-Spiele, in Verbindung mit dem zunehmenden Konkurrenzdruck im Spielemarkt, Händler dazu veranlasste, Druck auf die Hersteller auszuüben, ihre unverkauften Einheiten wieder zurückzunehmen.
Diese Fehlschläge wurden schließlich durch die Folgen von Ataris Geschäftsgebaren aus dem Jahr 1981 zementiert. Mit enormer Zuversicht auf hohe Verkaufszahlen hatte die Firma ihre Distributoren angewiesen, ihre Vorbestellungen für das Jahr 1982 auf einmal abzugeben. Tatsächlich gingen die Verkaufszahlen 1982 jedoch zurück, sodass Distributoren, die in Erwartung hoher Umsätze massenweise vorbestellt hatten, sich veranlasst sahen, Atari große Mengen unverkaufter Ware wieder zurückzusenden. Als Folge davon saß Atari nunmehr auf mehreren Millionen letztlich nutzlos gewordenen Spielmodulen, die das Unternehmen nicht mehr verkaufen konnte. Diese sorgten auch dafür, dass Atari letztendlich große Verluste verzeichnete und auch nach dem Video Game Crash nie mehr richtig Fuß fasste.

## Ablagerung
Im September 1983 berichtete die Lokalzeitung Alamogordo Daily News aus Alamogordo in einer Reihe von Artikeln, dass der Inhalt von zwischen 10 und 20 Sattelzügen mit Atariboxen, Modulen und Konsolenhardware aus einem Atari-Lager in El Paso (Texas) geschreddert und auf einer Deponie innerhalb des Stadtgebietes abgelagert worden sei. Es war das erste geschäftliche Abkommen von Atari mit dem Deponiebetreiber und kam deshalb zustande, weil dort keine Ausgrabungen erlaubt waren und der Müll geschreddert und bei Nacht vergraben wurde. Als Begründung seitens Atari wurde angegeben, dass das Unternehmen von Spielen für den Atari 2600 zum neueren Modell Atari 5200 wechsle; dem wurde später jedoch durch einen Arbeiter widersprochen. Atari-Sprecher Bruce Enten gab an, dass Atari zumeist defekte und zurückgesandte Ware zur Müllkippe in Alamogordo verfrachtet habe und es sich „weitestgehend um nicht funktionsfähiges Material“ handele.
Am 27. September 1983 berichtete der Nachrichtenservice UPI, dass “people watching the operation said it included cassettes of the popular video games E.T., Pac-Man, Ms. Pac-Man, the consoles used to convey the games to television screens and high-priced personal computers” (deutsch: „Menschen, die den Vorgang beobachtet hatten, sagten aus, dass Kassetten der beliebten Computerspiele E.T., Pac-Man, Ms. Pac-Man, sowie Konsolen, die für die Darstellung der Spiele auf dem Fernsehbildschirm verwendet werden, und hochpreisige Personal Computer darunter gewesen seien“). Der Nachrichtenservice Knight-Ridder berichtete zudem von Plünderungen der Müllhalde am 28. September durch Kinder aus dem Umfeld, wörtlich “kids in this town of 25,000 began robbing the Atari grave, coming up with cartridges of such games as E.T., Raiders of the Lost Ark, Defender, and Berzerk” (deutsch: „Kinder aus dieser 25.000 Einwohner starken Stadt begannen das Atari-Grab auszurauben, wobei sie Module von Spielen wie E.T., Raiders of the Lost Ark, Defender und Berzerk fanden“).
Am 28. September 1983 berichtete auch The New York Times von Ataris Ablagerungsaktion in New Mexico. Ein Atari-Sprecher bestätigte gegenüber der Zeitung die Aktion, wobei er angab, dass das abgelagerte Material aus Ataris Fabrik in El Paso stammte, die geschlossen und in eine Recyclingfabrik umgewandelt werden sollte. Die Berichte gaben außerdem an, dass das Deponieareal bewacht wurde, um Journalisten und die Öffentlichkeit daran zu hindern, die Inhalte der Ablagerungsaktion zu bestätigen.  Der Times-Artikel gab nie konkrete Spieletitel an, die zerstört worden seien, doch nachfolgende Artikel verwiesen im Allgemeinen im Zusammenhang mit der Entsorgungsaktion auf den wohlbekannten Misserfolg von E.T. Auch die Schlagzeile „City to Atari: ‘E.T.’ trash go home“ in einer Ausgabe der Lokalzeitung Alamogordo News schien anzudeuten, dass es sich um Spielmodule von E.T. gehandelt habe. Allerdings folgte anschließend lediglich eine humoristische Interpretation des Wortes E.T. als „extra-territorial“, während das Spiel selbst niemals direkt erwähnt wurde.
Beginnend am 29. September 1983 wurde oberhalb des geschredderten Materials eine Betonschicht ausgegossen, eine für die Müllentsorgung seltene Maßnahme. Ein anonymer Arbeiter gab als Begründung für die Betonierung an: “There are dead animals down there. We wouldn't want any children to get hurt digging in the dump” (deutsch: „Dort unten gibt es tote Tiere. Wir wollen nicht, dass Kinder beim Graben im Müll verletzt werden.“) Schließlich legte die Stadt gegen Ataris große Müllmengen Protest ein, ein Stadtbeauftragter gab an, dass die Region nicht zu „einer industriellen Müllhalde für El Paso“ werden wolle. Der örtliche Manager ordnete kurz darauf das Ende der Ablagerung an. Als Folge von Ataris unbeliebter Ablagerungsaktion verabschiedete die Stadt später einen Emergency Management Act und richtete eine Emergency Management Task Force ein, um zukünftig die Möglichkeiten des Müllunternehmens einzuschränken, aus monetären Gründen Aufträge für die Deponie außerhalb des üblichen Geschäftsrahmens anzunehmen. Alamogordos damaliger Bürgermeister, Henry Pacelli, kommentierte dies wie folgt: “We do not want to see something like this happen again” (deutsch: „Wir wollen nicht, dass sowas noch einmal vorkommt.“)

## Rezeption
All diese Faktoren führten zu ausschweifenden Spekulationen, dass die Mehrzahl der 3,5 Millionen unverkauften Kopien von E.T. the Extra-Terrestrial letztlich in dieser Deponie endeten, geschreddert und in Beton gegossen. Es wurde auch berichtet, dass Prototypen des geplanten Controller-Systems Atari Mindlink an diesem Ort entsorgt worden seien, von dem sich ein Prototyp im Besitz des Atari-Museums von Curt Vendel befindet. Die widersprüchlichen Informationen rund um die Ablagerung führten schließlich dazu, dass diese „E.T.-Entsorgung“ als moderne Sage deklariert wurde, was wiederum zu einem gewissen Grad zu Zweifeln über die Richtigkeit dieser Entsorgungsgeschichte selbst und die Relevanz dieser Aktion im Zusammenhang mit dem späteren Zusammenbruch des Marktes führte. Noch im Oktober 2004 brachte Howard Scott Warshaw, der für E.T. the Extra-Terrestrial verantwortliche Programmierer, seine Zweifel zum Ausdruck, dass die Zerstörung von Millionen Kopien dieses Spiels jemals stattgefunden hätte. Warshaw glaubte auch, dass Ataris Niedergang vielmehr das Ergebnis ihrer Geschäftspraktiken war – etwa die für Distributoren angebliche Zwangsbündelung von weniger erfolgreichen Titeln mit erfolgreichen –, als der Misserfolg irgendeines Spiels. Diese Ansicht wurde von Travis Fahs von IGN wiedergegeben, der glaubte, dass Ataris Probleme, einschließlich ihres riesigen Überschusses an unverkaufter Ware, vielmehr aus der Überschätzung der Nachhaltigkeit ihrer Atari-2600-Verkaufszahlen entstand, als dass es das Ergebnis der individuellen Qualität der veröffentlichten Spiele war. In seinem Beitrag für das Pacific Historical Review beschrieb John Wills die Vergrabung als moderne Sage und bezeichnete sie als “widely acknowledged but rarely substantiated” (deutsch: „weitläufig anerkannt, aber kaum belegt“). Wills glaubte, dass der angebliche Schauplatz durch seine räumliche Nähe zum Trinity-Testgelände und dem angeblichen UFO-Landeplatz bei Roswell zur Popularität dieser Geschichte in der öffentlichen Vorstellung beigetragen habe.
Der Vorfall wurde so etwas wie ein repräsentatives kulturelles Symbol für den Video Game Crash auf dem nordamerikanischen Markt im Jahr 1983 und häufig als mahnendes Beispiel für die Überschätzung von schlechten Geschäftspraktiken zitiert, obwohl es Gegenstimmen gibt, wonach es die Ablagerung dem Unternehmen ermöglichte, das entsorgte Material als Verlust abzuschreiben und damit Steuervergünstigungen zu erhalten. Die Legende dieser Entsorgungsaktion erhielt auch Referenzen in der Popkultur. Das Musikvideo ihres Liedes When I Wake Up zeigt die Band Wintergreen, wie sie zur Deponie reist, um dort die weggeworfenen Spielmodule wieder auszugraben. Der Regisseur des Clips, Keith Schofield, hatte bereits zuvor an Musikvideos mit Computerspielbezug gearbeitet. Die Erzählung Lucky Wander Boy von D. B. Weiss enthält eine Szene, die außerhalb von Alamogordo spielt, in der sich zwei der Charaktere über einen Parkplatz unterhalten, der über der Deponie errichtet wurde. Die Handlung des Films Angry Video Game Nerd: The Movie entspinnt sich rund um die Entsorgungsaktion.

## Ausgrabung und Dokumentation

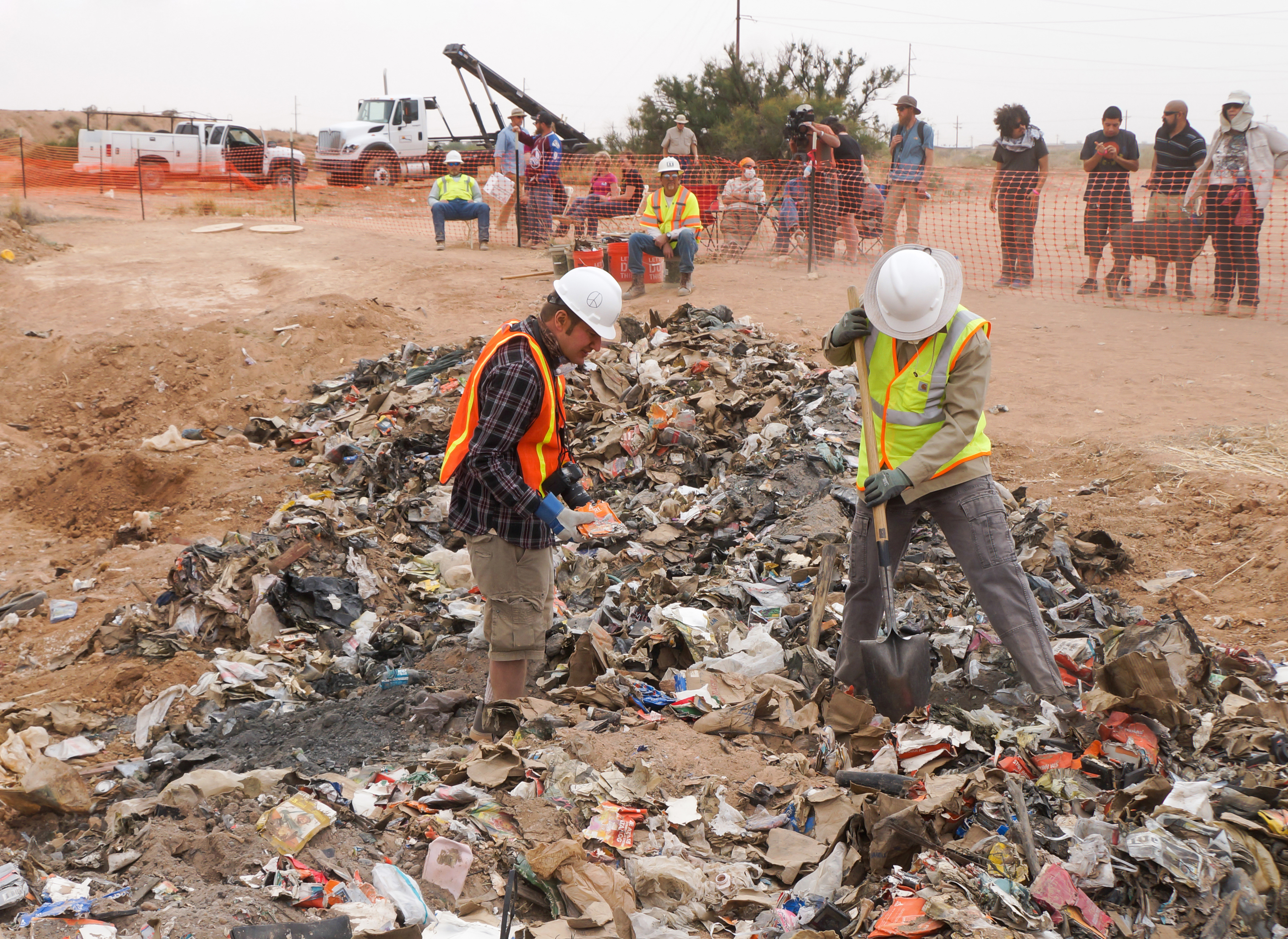
Bild von der Öffnung der Deponie. Es sind Packungen von Yars' Revenge, Star Raiders, Pac-Man, Space Invaders, Defender und Warlords sichtbar.

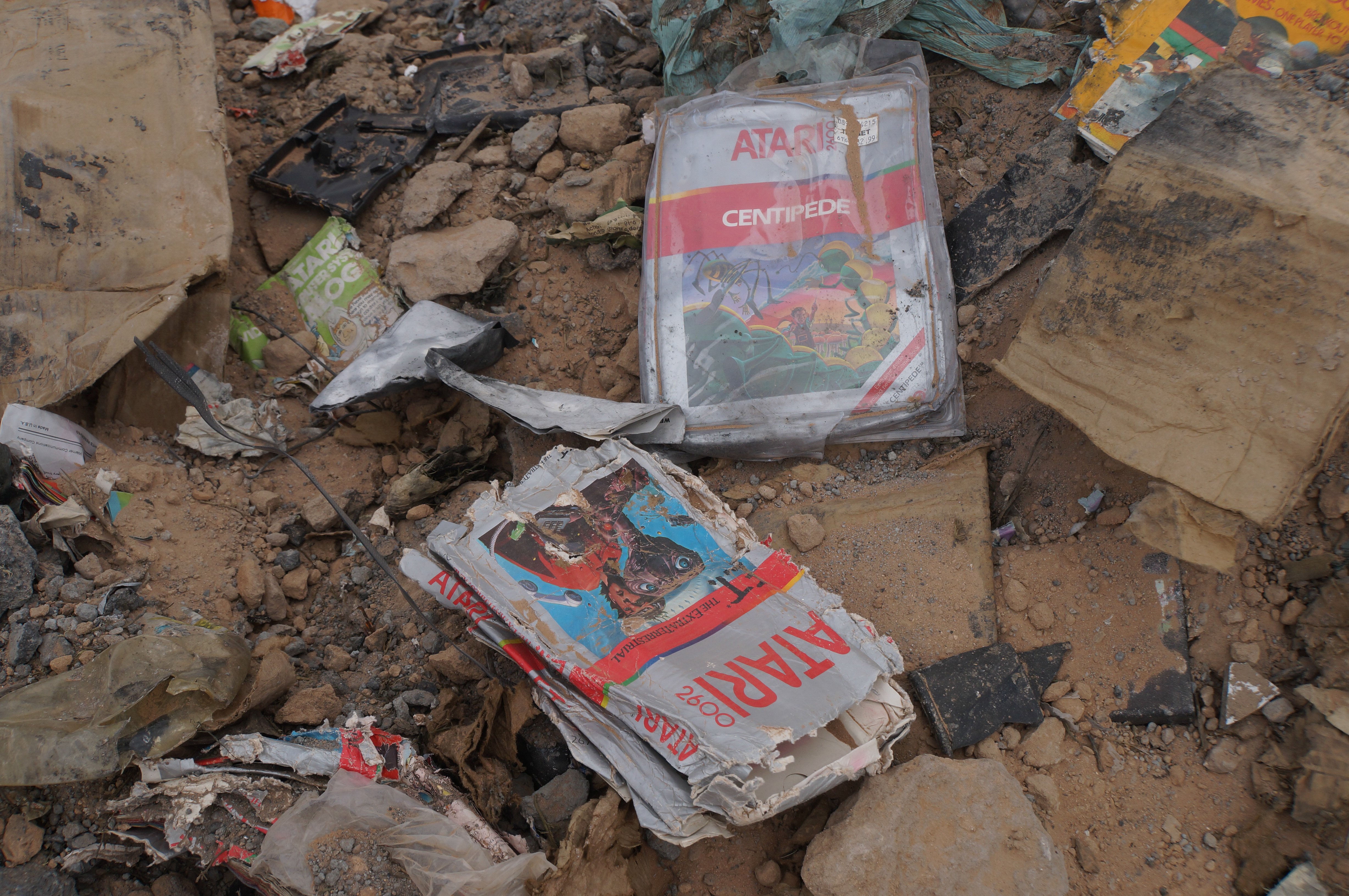
Beleg für E.T., Centipede und weitere Atari-Materialien, die während der Ausgrabung aufgedeckt wurden.

Am 28. Mai 2013 genehmigte die Alamogordo City Commission der kanadischen Unterhaltungsfirma Fuel Industries sechs Monate Zugang zur Mülldeponie, um einen Dokumentarfilm über die Entsorgungsaktion zu drehen und Ausgrabungen am Schauplatz durchzuführen. Unterstützt wurde das Unternehmen vom Konsolenhersteller Microsoft, der die Ausstrahlung der Dokumentation über seine Xbox Entertainment Studios exklusiv für die Konsolensysteme Xbox One und Xbox 360 für das Jahr 2014 plante, in Form einer mehrteiligen Dokumentationsserie, die vom britisch-amerikanischen Unternehmen Lightbox konzipiert wurde. Obwohl die Planungen für die Ausgrabung wegen einer Beschwerde des New Mexico Environmental Protection Division Solid Waste Bureau aufgrund möglicher Gefährdungen zeitweise gestoppt wurden, konnten diese Probleme Anfang April 2014 aus dem Weg geräumt werden und die Vorbereitungen damit fortgesetzt werden.
Die Ausgrabung selbst begann am 26. April 2014 als öffentliche Veranstaltung. Der Designer von E. T. the Extra-Terrestrial, Howard Scott Warshaw, und Regisseur Zak Penn nahmen als Mitwirkende für die Dokumentation über die ursprüngliche Entsorgungsaktion an dem Ereignis teil, ebenso lokale Anwohner wie Armando Ortega, ein städtischer Mitarbeiter, der 1983 mit anderen Kindern an den Plünderungen der Deponie teilgenommen hatte. (Ortega gab an, dass er und seine Freunde damals dutzende funktionsfähige Spiele fanden, sie die E.T.-Spielmodule aber bald weitergaben, da das “game sucked … you couldn't finish it” (deutsch: „Spiel nichts taugte … du konntest es nicht beenden“)). James Heller, der damals für die Entsorgung verantwortliche Atari-Manager, war ebenfalls bei der Ausgrabung vor Ort. Heller gab an, dass er es ursprünglich war, der gefordert hatte, die Stelle mit einer Betonschicht zu überdecken. Anders als die Legende, wonach Millionen von Spielmodulen vergraben wurden, gab Heller an, dass es nur rund 728.000 Module verschiedenster Spiele gewesen seien.
Die Überreste von E.T. und anderen Atari-Spielen wurden gemäß Microsofts Community-Manager Larry Hryb (Major Nelson) in den ersten Stunden der Ausgrabung gefunden. Von den schätzungsweise 700.000 Spielmodulen wurden laut Bürgermeisterin Susie Galea nur rund 1300 entnommen, da sich die übrigen Materialien tiefer in der Erde befanden als gedacht und der Zugang dadurch erschwert wurde. Die Grabungsstelle wurde im Anschluss an die Grabung wieder aufgefüllt und verschlossen. Von den gesicherten Materialien soll ein Teil zur Ausstellung an das New Mexico Museum of Space History gegeben werden, während 100 Kopien an die Produzenten des Dokumentarfilms, Lightbox und Fuel Entertainment, vergeben werden sollten. Die verbleibenden 700 Spielmodule sollten nach Vorstellung Galeas mit Hilfe des Museum of Space History aufbereitet und verkauft werden. Es gab Überlegungen, den Bereich für die touristische Nutzung zu gestalten.
Das Computerspielmuseum Vigamus in Rom konzipierte mit Funden der Grabung eine Ausstellung unter dem Titel E.T. The Fall: Atari Buried Treasures, die am 29. Oktober 2014 eröffnete. Anfang November wurden zudem etwa 100 Cartridges aus der Grabung einschließlich eines Echtheitszertifikats der Stadt Alamogordo auf ebay versteigert. Den höchsten Preis erzielte ein E.T.-Modul, das für 1537 US-Dollar den Besitzer wechselte. Die Veröffentlichung der Dokumentation Atari: Game Over wurde von Microsoft für den 20. November 2014 bekanntgegeben.